# Bert Pronk
Huibert (Bert) Pronk (Scheveningen, 24 oktober 1950 – Alvor (Portugal), 15 maart 2005) was een Nederlands wielrenner.

## Loopbaan
Hij gold als een veelbelovend tijdrijder en klimmer. Bij zijn debuut in de Ronde van Frankrijk in 1976 werd hij 26e. Hij reed enkele dagen in de witte trui, de trui voor de beste jongere. Een jaar later werd hij 12e. In dat jaar stapte hij over van de TI-Raleigh-ploeg naar de IJsboerke-ploeg. Vanaf dat moment ging zijn carrière achteruit. Na een jaar keerde hij terug bij TI-Raleigh, maar hij slaagde er niet in zijn potentie waar te maken. Kenmerkend was de Tour de France van 1980, waarin hij op de eerste dag in de ploegentijdrit moest lossen en zoveel tijd verloor dat hij uit koers genomen werd.
Bert Pronk overleed  op 54-jarige leeftijd aan de gevolgen van kanker.

## Ereplaatsen
1974
Winnaar 5e etappe in de Olympia's Tour
2e in de Hel van het Mergelland
1975
Winnaar 4e etappe in de Ronde van Zwitserland en 4e in eindklassement
Winnaar 5e etappe in de Vierdaagse van Duinkerke
Winnaar 1e etappe in de Ster der Beloften
2e in het Nederlands kampioenschap op de weg
1977
Winnaar 3e etappe en eindklassement Ronde van Luxemburg
Winnaar eindklassement Ronde van Nederland
3e in Ronde van Zwitserland

## Resultaten in voornaamste wedstrijden
| Jaar | Ronde van Italië | Ronde van Frankrijk | Ronde van Spanje |
| ---- | ---------------- | ------------------- | ---------------- |
| 1975 |                  |                     |                  |
| 1976 |                  | 26e                 | opgave           |
| 1977 |                  | 12e                 |                  |
| 1978 | opgave           |                     |                  |
| 1979 |                  | 44e                 |                  |
| 1980 |                  | buiten tijd         |                  |
| 1982 | 68e              |                     |                  |

| Jaar | Milaan-San Remo | Gent-Wevelgem | Amstel Gold Race | Luik-Bast.‑Luik | Waalse Pijl | Brabantse Pijl | Eschborn-Frankfurt |  | WK op de weg |  | Wereldranglijsten |
| ---- | --------------- | ------------- | ---------------- | --------------- | ----------- | -------------- | ------------------ |  | ------------ |  | ----------------- |
| 1975 |                 |               | 11e              | 15e             | 23e         |                |                    |  | 28e          |  | 72e (SPP)         |
| 1976 |                 |               | 23e              |                 |             | 6e             |                    |  |              |  |                   |
| 1977 | 54e             |               |                  |                 | 29e         |                | 8e                 |  | 18e          |  | 30e (SPP)         |
| 1978 |                 |               |                  |                 |             |                |                    |  |              |  |                   |
| 1979 |                 |               |                  |                 | 58e         |                |                    |  |              |  |                   |
| 1980 |                 |               | 37e              |                 | 28e         |                |                    |  | 6e           |  |                   |
| 1982 | 81e             | 44e           |                  | 41e             | 37e         |                |                    |  |              |  |                   |